# 庾准 (东晋)
庾准（?—?），字彦祖，颍川郡鄢陵县（今河南省许昌市鄢陵县）。出自颍川庾氏，中国东晋官员。庾亮之孙，吴国内史庾羲之子。
晋孝武帝宁康元年（373年），豫州刺史桓冲移镇姑熟，太元十二年（387年），桓石虔从姑熟回历阳。庾准自侍中改为豫州刺史、西中郎将，上表免去各种权置，都恢复如原来。庾准在豫州刺史任上去世。庾准子庾悦，义熙年间江州刺史。庾准弟庾楷。